# 덴버
덴버(Denver)는 콜로라도주에서 가장 큰 도시이자 주도이다. 2014년을 기준으로 덴버는 콜로라도 주에서 가장 인구가 많은 도시이다. 덴버는 로키산맥의 프론트산맥 동쪽과 하이 평원 서쪽 끝자락에 있는 사우스플랫 리버 밸리에 걸쳐 있다. 도심은 체리크리크와 로키산맥 고원의 동쪽으로 12 마일 (19 km) 떨어진 사우스플랫강 합류 지점에 있다. 덴버는 해수면으로부터 정확히 1 마일 (5,280 ft 또는 1,610 m) 고도에 있어 미국의 주요 도시 중 가장 높은 곳에 있기 때문에 마일 하이 시티 (Mile-High City)라는 별명이 붙었다. 또한 산악 표준시의 기준이 되는 그리니치 자오선 105도가 덴버 유니온역을 통과한다.
덴버는 글로벌리제이션 앤 월드 시티스 리서치 네크워크(Globalization and World Cities Research Network)에서 발표한 베타 월드 시티에 올랐다. 2014년을 기준으로 인구는 663,862명이며, 미국에서 21번째로 인구가 많은 도시이다. 덴버-오로라-레이크우드 콜로라도 대도시 통계지구는 2013년 2,697,476명의 인구를 기록했고, 미국에서 21번째로 큰 대도시 통계지구이다. 덴버-아우라 콜로라도 통계지구는 2013년 3,277,309의 인구를 기록했고, 미국에서 16번째로 큰 통계지구이다. 덴버는 2010년을 기준으로 5,467,633명의 인구와 함께 두 개의 주에 걸쳐 직사각형으로 도시가 펼쳐져 있는 프론트산맥 어반 코리더 중 가장 인구가 많다. 또한 500-마일 (800 km) 반경 내 웨스트 마운틴 중 가장 거대하며, 미국 남서부 도시 중에서는 피닉스, 엘파소에 이어 세 번째로 거대하다. 덴버 대도시권은 남서부에서 피닉스 대도시권에 이어 두 번째로 크다.

## 역사
과거 덴버는 스페인 제국의 영토였다. 시굴자들이 이 지역에서 금을 찾은 후인 1858년에 설립되었다. 1859년 골드 러시의 시기에 체굴 정착자들을 위한 공급 기지가 되었다. 1860년 4월에 덴버와 근처에 있는 오로라가 병합되었고, 이듬해에 도시로 승격되었다. 1867년 콜로라도 영토의 수도가 되었다가, 1876년 콜로라도가 정식 주로 승격되자 그 주도가 되었다.
1870년 덴버 패시픽 철도가 완공되면서 도시가 더욱 넓혀졌다. 1880년대와 1890년대를 거쳐 은의 채굴 붐이 일어나 도시의 재산을 추가하였다.
1900년대 초반에 덴버는 평야의 읍에서 아름다운 도시로 변하였다. 도시의 정부는 도시 전역에 나무를 심고, 많은 공원을 설립하였다. 1910년에는 로키산맥 지방의 상업의 중심지가 되었다. 1927년에는 모패트 터널이 완공되었다.
제2차 세계대전 중에는 덴버의 인구가 크게 증가하였다. 전쟁 후에 미국의 군사 조직들이 모두 덴버에 주둔하기 시작하였다. 1970년대에 덴버는 도시의 산업을 계속 늘이는 동안 도시의 아름다운 자연을 보호하는 문제를 향하였다. 1968년에는 공해를 줄이기 위하여 쓰레기를 태우는 일을 금지하였다.
덴버 도시 부흥 권위는 다운타운 지역의 낡고 버려진 건물들을 재건하기 위하여 스카이라인 프로젝트를 시작하였다. 프로젝트는 아파트와 사무실 건물과 예술공연 단지 등을 포함하였다. 스카이라인 프로젝트는 1985년에 완성하였다. 1990년에는 콜로라도 컨벤션 센터가 열렸다.
덴버의 가장 성공적 외곽 비지니스 개발 중의 하나는 도시의 남동부에 위치한 사무실 지대인 덴버 테크놀로지컬 센터이다. 1960년대에 시작되어 지금도 계속 개발 중이다. 오늘날, 덴버 테크놀로지컬 센터는 수백 기업들의 본사이다.

## 스포츠
덴버를 연고지로 하는 프로스포츠팀은 메이저 리그 야구에서는 콜로라도 로키스. NBA 농구에서는 덴버 너기츠, NFL 풋볼에서는 덴버 브롱코스, NHL 아이스하키에서는 콜로라도 애벌랜치가 있다.

## 인구
| 인구조사              | 인구    | Note  | %±     |
| --------------------- | ------- | ----- | ------ |
| 1860년                | 4,749   |       | —      |
| 1870년                | 4,759   |       | 0.2%   |
| 1880년                | 35,629  |       | 648.7% |
| 1890년                | 106,713 |       | 199.5% |
| 1900년                | 133,859 |       | 25.4%  |
| 1910년                | 213,381 |       | 59.4%  |
| 1920년                | 256,491 |       | 20.2%  |
| 1930년                | 287,861 |       | 12.2%  |
| 1940년                | 322,412 |       | 12.0%  |
| 1950년                | 415,765 |       | 29.0%  |
| 1960년                | 493,887 |       | 18.8%  |
| 1970년                | 514,678 |       | 4.2%   |
| 1980년                | 492,686 |       | −4.3%  |
| 1990년                | 467,610 |       | −5.1%  |
| 2000년                | 554,636 |       | 18.6%  |
| 2010년                | 600,158 |       | 8.2%   |
| 2019 (추산)           | 727,211 | [ 5 ] | 21.2%  |
| U.S. Decennial Census |         |       |        |

## 기후
| 덴버 (덴버 국제공항)의 기후                                                                    | 덴버 (덴버 국제공항)의 기후 | 덴버 (덴버 국제공항)의 기후 | 덴버 (덴버 국제공항)의 기후 | 덴버 (덴버 국제공항)의 기후 | 덴버 (덴버 국제공항)의 기후 | 덴버 (덴버 국제공항)의 기후 | 덴버 (덴버 국제공항)의 기후 | 덴버 (덴버 국제공항)의 기후 | 덴버 (덴버 국제공항)의 기후 | 덴버 (덴버 국제공항)의 기후 | 덴버 (덴버 국제공항)의 기후 | 덴버 (덴버 국제공항)의 기후 | 덴버 (덴버 국제공항)의 기후 |
| 월                                                                                             | 1월                         | 2월                         | 3월                         | 4월                         | 5월                         | 6월                         | 7월                         | 8월                         | 9월                         | 10월                        | 11월                        | 12월                        | 연간                        |
| ---------------------------------------------------------------------------------------------- | --------------------------- | --------------------------- | --------------------------- | --------------------------- | --------------------------- | --------------------------- | --------------------------- | --------------------------- | --------------------------- | --------------------------- | --------------------------- | --------------------------- | --------------------------- |
| 역대 최고 기온 °C (°F)                                                                         | 24 (76)                     | 27 (80)                     | 29 (84)                     | 32 (90)                     | 35 (95)                     | 41 (105)                    | 41 (105)                    | 41 (105)                    | 38 (101)                    | 32 (90)                     | 27 (81)                     | 26 (79)                     | 41 (105)                    |
| 일평균 최고 기온 °C (°F)                                                                       | 7.0 (44.6)                  | 7.6 (45.7)                  | 13.2 (55.7)                 | 16.5 (61.7)                 | 21.8 (71.2)                 | 28.6 (83.4)                 | 32.2 (89.9)                 | 30.8 (87.5)                 | 26.4 (79.6)                 | 18.5 (65.3)                 | 11.6 (52.9)                 | 6.7 (44.0)                  | 18.4 (65.1)                 |
| 일일 평균 기온 °C (°F)                                                                         | −0.2 (31.7)                 | 0.4 (32.7)                  | 5.3 (41.6)                  | 8.8 (47.8)                  | 14.1 (57.4)                 | 20.1 (68.2)                 | 23.9 (75.1)                 | 22.7 (72.9)                 | 18.2 (64.8)                 | 10.6 (51.1)                 | 4.1 (39.4)                  | −0.4 (31.2)                 | 10.6 (51.2)                 |
| 일평균 최저 기온 °C (°F)                                                                       | −7.4 (18.7)                 | −6.8 (19.7)                 | −2.5 (27.5)                 | 1.1 (33.9)                  | 6.4 (43.6)                  | 11.7 (53.0)                 | 15.7 (60.2)                 | 14.6 (58.3)                 | 10.0 (50.0)                 | 2.8 (37.0)                  | −3.3 (26.0)                 | −7.6 (18.4)                 | 2.9 (37.2)                  |
| 역대 최저 기온 °C (°F)                                                                         | −34 (−29)                   | −32 (−25)                   | −24 (−11)                   | −19 (−2)                    | −7 (19)                     | −1 (30)                     | 6 (42)                      | 4 (40)                      | −8 (17)                     | −19 (−2)                    | −28 (−18)                   | −32 (−25)                   | −34 (−29)                   |
| 평균 강수량 mm (인치)                                                                          | 9.7 (0.38)                  | 10 (0.41)                   | 22 (0.86)                   | 43 (1.68)                   | 55 (2.16)                   | 49 (1.94)                   | 54 (2.14)                   | 40 (1.58)                   | 34 (1.35)                   | 25 (0.99)                   | 16 (0.64)                   | 8.9 (0.35)                  | 368 (14.48)                 |
| 평균 강설량 cm (인치)                                                                          | 16 (6.4)                    | 19 (7.6)                    | 22 (8.8)                    | 16 (6.2)                    | 3.6 (1.4)                   | 0.0 (0.0)                   | 0.0 (0.0)                   | 0.0 (0.0)                   | 2.0 (0.8)                   | 9.9 (3.9)                   | 19 (7.3)                    | 17 (6.6)                    | 124 (49.0)                  |
| 평균 강수일수 (≥ 0.01 인치)                                                                    | 4.4                         | 5.5                         | 6.2                         | 9.0                         | 10.4                        | 8.1                         | 8.3                         | 7.5                         | 6.0                         | 5.3                         | 4.6                         | 4.4                         | 79.7                        |
| 평균 강설일수 (≥ 0.1 인치)                                                                     | 5.0                         | 5.3                         | 4.8                         | 4.1                         | 0.8                         | 0.0                         | 0.0                         | 0.0                         | 0.4                         | 1.8                         | 4.6                         | 4.6                         | 31.4                        |
| 평균 상대 습도 (%)                                                                             | 55.2                        | 55.8                        | 53.7                        | 49.6                        | 51.7                        | 49.3                        | 47.8                        | 49.3                        | 50.1                        | 49.2                        | 56.3                        | 56.6                        | 52.0                        |
| 평균 월간 일조시간                                                                             | 215.3                       | 211.1                       | 255.6                       | 276.2                       | 290.0                       | 315.3                       | 325.0                       | 306.4                       | 272.3                       | 249.2                       | 194.3                       | 195.9                       | 3,106.6                     |
| 가능 일조율                                                                                    | 72                          | 70                          | 69                          | 69                          | 65                          | 70                          | 71                          | 72                          | 73                          | 72                          | 65                          | 67                          | 70                          |
| 출처: 미국 해양대기청 (평년값: 1991년~2020년, 극값: 1872년~현재, 상대습도/일조: 1961년~1990년) |                             |                             |                             |                             |                             |                             |                             |                             |                             |                             |                             |                             |                             |

## 자매 도시
- 프랑스 브레스트 (1948년)
- 일본 다카야마시 (1960년)
- 케냐 나이로비 (1975년)
- 이스라엘 카미엘 (1977년)
- 이탈리아 포텐차 (1983년)
- 멕시코 쿠에르나바카 (1983년)
- 인도 첸나이 (1984년)
- 중국 쿤밍 시 (1985년)
- 에티오피아 악숨 (1995년)
- 몽골 울란바토르 (2001년)